# Salah Aouidj
Salah Aouidj ou Salah Aouij, né le 3 juillet 1909 et décédé le 22 décembre 1990, est une personnalité du football tunisien, dentiste de métier.

## Biographie
En 1935, il co-fonde, avec quatre médecins dont Ahmed Ben Miled et une sage-femme, le premier dispensaire tenu par des Tunisiens, Dar Ibn El Jazzar, dans le quartier de Halfaouine. Ce dispensaire fonctionne jusqu'après la Seconde Guerre mondiale.
Il est le président ayant dirigé le plus longtemps le Club africain. Il est à la tête de ce club en 1946-1950, 1954-1957 et 1958-1964. Il est par ailleurs le seul président du club à obtenir un titre avant l'indépendance, durant les championnats de 1946-1947 et de 1947-1948, et le premier à obtenir un titre après l'indépendance, en 1963-1964.
De 1978 à 1980, il est maire de Tunis.